# Jean Fisher
Jean M. Fisher (17 de octubre de 1942 - 12 de diciembre de 2016) fue una escritora, profesora universitaria y crítica de arte de nacionalidad británica. Sus investigaciones se interesaron por la interconexión del legado colonialista y la cultura estadounidense, y en especial por el choque de la cultura irlandesa, la cultura de los indios nativos de América del Norte y la cultura afroamericana. Recientemente se interesó también por la causa Palestina.

## Biografía
Jean Fsher estudió Zoología y Arte. En la década de 1980 colaboró regularmente la revista Artforum International de New York City. En su primera etapa fue también comisaria de arte contemporáneo, en especial del artista cheroqui Jimmie Durham. En Nueva York, enseñó en la Escuela de Artes Visuales, la Universidad Estatal de Nueva York en Old Westbury y el Programa de Estudio Independiente Whitney.
De 1992 a 1999 Fisher fue editora de la revista Third Text. Sus publicaciones más destacadas son Global Visions: Towards a New Internationalism in the Visual Arts (1994), Reverberations: Tactics of Resistance, Forms of Agency (2000), Vampire in the Text, una colección de sus escritos publicados por el InIVA en 2003, con un prefacio de Cuauhtémoc Medina y con la colaboración de artistas como Gerardo Mosquera y Over Here: International Perspectives on Art and Culture (2004).
Escribió sobre la obra de numerosos artistas, incluidos Francis Alÿs, Black Audio Film Collective, Sonia Boyce, James Coleman, Lili Dujourie, Willie Doherty, Jimmie Durham, Edgar Heap of Birds, Susan Hiller, Tina Keane y Gabriel Orozco, y contribuyó con sus ensayos en los catálogos de la Bienal de Venecia (1997), la Bienal de Johannesburgo (1997),  Inside the Visible (1998), Carnegie International (1999), Documenta 11 (2002), Sharjah Biennale (2005) o la Bienal de Sídney: All Our Relations (2012).
Fisher enseñó en el programa Curating MA en el Royal College of Art de Londres y fue profesora de Arte y Estudios Transculturales en la Universidad de Middlesex.